# Chutora (rejon tiukaliński)
Chutora (ros. Хутора) – wieś (sieło) w Rosji, w obwodzie omskim, w rejonie tiukalińskim. W 2010 liczyła 522 mieszkańców.